# کاروانسرای آوه
کاروانسرای آوه مربوط به دوره صفوی است و در شهرستان ساوه، شهر آوه واقع شده و این اثر در تاریخ ۲۵ اسفند ۱۳۷۹ با شمارهٔ ثبت ۳۴۸۹ به‌عنوان یکی از آثار ملی ایران به ثبت رسیده است.